# 苗德顺
苗德顺（1963年—）是一名来自中国河北省的工人，因參與六四事件而被控放火罪於1989年8月判處死刑緩期兩年執行。两年后減為無期徒刑。他被认为是最後一名在押的涉及六四事件的囚犯，苗德順本應在2016年10月15日刑滿釋放，但中國官方沒有發佈任何有關苗德順釋放的消息。

## 生平
1989年8月，苗德顺以放火罪被判处判处死刑緩期兩年執行，中國法庭認定，當時他與4名工人向一輛起火坦克投擲一隻籮筐。1990年苗德顺於獄中患上肝炎，1992年由「死緩」改判為無期徒刑，1998年苗德顺改判為20年監禁。对话基金会自2005年起向中国政府提交了一份17人囚犯名单，其中就包括苗德顺。苗在2012年时获得1年减刑，2016年3月因为表现良好再次获得减刑11個月。苗德顺後來轉移到北京市延庆监狱。苗德順本應在2016年10月15日刑滿釋放，但中國官方沒有發佈任何有關苗德順釋放的消息。苗德順的獄友表示，苗身體瘦弱，但拒絕認罪，另外有證據顯示苗患上精神分裂症。